# Parque El Calero
El parque El Calero es un parque urbano español situado en el distrito de Ciudad Lineal de Madrid. Posee una extensión de 67 975 m², en un terreno mayoritariamente llano. 
Por su ubicación, el parque atiende principalmente a los barrios adyacentes de la Concepción (20.587 hab.), Quintana  (24.354 hab.) y Pueblo Nuevo (62.285 hab.)
El parque está dividido en tres partes comprendidas entre las calles de José del Hierro, Virgen del Nuria, Virgen del Lluc y Virgen del Sagrario.

## Historia
El parque del Calero, que toma su nombre del arroyo Calero, uno de los varios cursos de agua que discurrían por el actual distrito de Ciudad Lineal y que fueron enterrados con los nuevos desarrollos urbanos, se creó junto con la promoción privada del "barrio de la Concepción" entre 1948 y 1953, en terrenos del municipio de Canillas (anexionado en 1950 a Madrid), por el promotor José Banús, que realizó las obras en un solar de 126 232 m2.
El parque, en principio, fue una sencilla alameda con alineaciones de árboles que se remataba en el extremo oeste por un auditorio al aire libre. Con el tiempo, sucesivas ampliaciones le dieron el carácter de jardín urbano, incrementándose las zonas verdes, rematadas con la instalación de una fuente en su centro, en la desembocadura de la calle Virgen de África y con el eje longitudinal del parque entre las calles José del Hierro y Virgen de Nuria.[cita requerida]

## Masa vegetal
Especies predominantes (nombre común) con respecto a especies principales:
Árboles. N.º total de unidades arbóreas 1660
- Pino carrasco 21%
- Plátano de sombra 17%
- Castaño de Indias 7 %
- Pino piñonero 7 %

Arbustos. N.º total de unidades arbustivas 1
- Aligustre 37 %
- Laurel cerezo 18 %
- Fotinia 8 %

Macizos arbustivos. Superficie de macizos arbustivos 8974 m2
- Griñolera 11 %
- Pitosporo 7 %
- Agracejo 6 %

## Características
En el interior del parque existen:
- Zonas infantiles (7, en 2011)
- Zonas de mayores (2, en 2011) (1, en 2023)
- Zonas caninas (1, en 2011) (2, en 2023)
- Fuente ornamental (1, desde 1999)

Enclaves de especial significación:
- Instalaciones deportivas:
  - Pista multideportiva vallada (1).
  - Pistas de petanca (10, en 2011).
  - Calistenia (1, desde 2018).
  - Circuito de bicicletas interior (1).
  - Carril Bici.
- Auditorio Parque Calero, al aire libre donde cada periodo estival se realizan actividades culturales (cine, teatro, conciertos, etc.).

Accesibilidad
- Instalación parcialmente accesible para personas con movilidad reducida.
- El parque es accesible en la mayor parte de recorridos y partes principales.